# لغة حيثية
اللغة الحيثية، كانت لغة هندو أوروبية تحدث بها الحيثيون، وهم شعب من العصر البرونزي في الأناضول أنشأ إمبراطورية، تركزت على هاتوسا، وكذلك أجزاء من شمال بلاد الشام وبلاد الرافدين العليا. اللغة، التي انقرضت منذ فترة طويلة، موثقة في الكتابة المسمارية، في السجلات التي تعود إلى القرن السادس عشر (نص أنيتا) إلى القرن الثالث عشر قبل الميلاد، مع كلمات مستعارة من الحيثية معزولة وأسماء شخصية عديدة تظهر في سياق آشوري قديم منذ القرن العشرين قبل الميلاد. مما يجعلها أقدم اللغات الهندية الأوروبية.
بحلول أواخر العصر البرونزي، بدأ الحيثي يفقد قوته أمام قريبه المقرب اللغة اللوية. يبدو أنه في القرن الثالث عشر قبل الميلاد، كانت اللويان هي اللغة الأكثر انتشارًا في العاصمة الحثية، هاتوسا. بعد انهيار الإمبراطورية الحثية خلال انهيار العصر البرونزي المتأخر بشكل عام، ظهرت اللغة اللوية في أوائل العصر الحديدي كلغة رئيسية لما يسمى بالدول الحثية السورية، في جنوب غرب الأناضول وشمال سوريا.

## اسم
الحثي هو الاسم الحديث للغة بسبب تحديد الحاطي (هاتي) المملكة مع الكتاب المقدس الحثيين. ولكن تم الطعن أن تحديد وقت لاحق على النقيض من ذلك، تشير المصطلحات هاتيان و هاتيك، على التوالي، إلى السكان الأصليين الذين سبقوهم وإلى لغتهم غير الهندية الأوروبية.
على الرغم من أن الإمبراطورية الحيثية كانت تضم أناسًا من خلفيات عرقية ولغوية متنوعة، فقد تم استخدام اللغة الحثية في معظم النصوص المكتوبة العلمانية. على الرغم من الحجج المختلفة حول مدى ملاءمة المصطلح، لا يزال حثى هو المصطلح الأحدث بسبب التقاليد وقوة الارتباط مع الكتاب المقدس الحثيين. المصطلح البديل نسايت، المشتق من نيسيلي، لم ينتشر قط.

## فك
أول ادعاء موضوعي يتعلق بانتماء الحثي قدمه يورغن ألكسندر كنودتزون في عام 1902، في كتاب مكرس لرسالتين بين ملك مصر وحاكم حثي، عثر عليه في العمارنة، مصر. جادل كنودزون بأن الحثي كان هندو أوروبى، إلى حد كبير بسبب مورفولوجيته. على الرغم من عدم وجود نصوص ثنائية اللغة، إلا أنه كان قادرًا على تقديم تفسير جزئي للحرفين بسبب الطبيعة الصيغية للمراسلات الدبلوماسية لتلك الفترة. لم يتم قبول حجته بشكل عام، ويرجع ذلك جزئيًا إلى أن أوجه التشابه المورفولوجية التي لاحظها بين الحثيين والهندو أوروبية يمكن العثور عليها خارج الهندو أوروبية وأيضًا لأن تفسير الحروف كان يُنظر إليه على أنه غير مؤكد.
ثبت بشكل قاطع أن كنودزون كانت صحيحة عندما تم اكتشاف العديد من الألواح المكتوبة بالخط المسماري الأكادي المألوف ولكن بلغة غير معروفة من قبل هوغو وينكلر في ما يعرف الآن بقرية بوغاز كوي، تركيا، والتي كانت الموقع السابق لـهاتوسا، عاصمة الإمبراطورية الحيثية. بناءً على دراسة هذه المادة الشاملة، نجح بيدرش هروزني في تحليل اللغة. قدم حجته بأن اللغة هندو أوروبية في ورقة بحثية نُشرت عام 1915 (هروزني 1915)، والتي سرعان ما أعقبها قواعد اللغة (هروزني 1917). كانت حجة هروزني للانتماء الهندو أوروبي للحثيين حديثة تمامًا على الرغم من ضعف الأدلة. ركز على أوجه التشابه اللافتة للنظر في الجوانب الخصوصية للتشكيل والتي من غير المرجح أن تحدث بشكل مستقل عن طريق الصدفة أو يمكن استعارتها. تضمنت تناوب r / n في بعض السيقان الاسمية (غير المتجانسة) و أبلاوت الصوتي، وكلاهما يظهر في التناوب في كلمة الماء بين المفرد الاسمي، ودار، والمفرد المفرد،. كما قدم مجموعة من المراسلات الصوتية المنتظمة. بعد تأخير أولي وجيز بسبب الاضطراب أثناء الحرب العالمية الأولى، تم قبول فك رموز هروزني والتحليل النحوي المؤقت وإثبات الانتماء الهندو-أوروبي للحثيين بسرعة وتم إثباتها على نطاق أوسع من قبل العلماء المعاصرين مثل إدغار ستورتيفانت، الذي كتب أول قواعد نحوية مقبولة علميًا مع اعتلال صبغي ومسرد. أحدث قواعد اللغة الحثية هي حاليًا هوفنر وميلشرت (2008).